# 1. československá fotbalová liga 1962/1963
1. československou ligu v sezóně 1962 – 1963 vyhrála Dukla Praha.

## Tabulka ligy
| Poř. | Tým                    | Z  | V  | R  | P  | VG | OG | B  |
| ---- | ---------------------- | -- | -- | -- | -- | -- | -- | -- |
| 1.   | Dukla Praha            | 26 | 16 | 3  | 7  | 49 | 25 | 35 |
| 2.   | Jednota Trenčín        | 26 | 12 | 8  | 6  | 36 | 24 | 32 |
| 3.   | Baník Ostrava          | 26 | 14 | 3  | 9  | 47 | 33 | 31 |
| 4.   | Slovnaft Bratislava    | 26 | 13 | 5  | 8  | 37 | 26 | 31 |
| 5.   | Spartak Hradec Králové | 26 | 11 | 5  | 10 | 38 | 36 | 27 |
| 6.   | ČKD Praha              | 26 | 11 | 4  | 11 | 37 | 41 | 26 |
| 7.   | Slovan Bratislava      | 26 | 10 | 5  | 11 | 45 | 40 | 25 |
| 8.   | Spartak ZJŠ Brno       | 26 | 9  | 7  | 10 | 34 | 37 | 25 |
| 9.   | Spartak Praha Sokolovo | 26 | 7  | 10 | 9  | 33 | 32 | 24 |
| 10.  | Tatran Prešov          | 26 | 10 | 4  | 12 | 46 | 46 | 24 |
| 11.  | SONP Kladno            | 26 | 9  | 6  | 11 | 38 | 50 | 24 |
| 12.  | Slovan Nitra           | 26 | 8  | 7  | 11 | 36 | 45 | 23 |
| 13.  | Spartak Plzeň          | 26 | 8  | 3  | 15 | 34 | 59 | 19 |
| 14.  | Dynamo Praha           | 26 | 6  | 6  | 14 | 30 | 46 | 18 |

## Soupisky mužstev

### Dukla Praha
Pavel Kouba (17/0/6),
Václav Pavlis (10/0/4) –
Jozef Adamec (18/8),
Jaroslav Borovička (17/3),
Jan Brumovský (25/6),
Jiří Čadek (20/0),
Milan Dvořák (16/0),
Josef Jelínek (22/3),
Karel Knesl (2/0),
Rudolf Kučera (18/6),
Josef Masopust (25/6),
Ladislav Novák (22/0),
Svatopluk Pluskal (26/6),
Jiří Sůra (9/0),
František Šafránek (21/3),
Ivo Urban (12/0),
Josef Vacenovský (25/8) –
trenér Jaroslav Vejvoda

### Jednota Trenčín
Tibor Rihošek (26/0/14),
Štefan Šimončič (1/0/0) –
Pavol Bencz (25/7),
Emil Bezdeda (22/1),
Miroslav Čemez (26/0),
Štefan Deglovič (1/0),
Telesfor Halmo (21/0),
Štefan Hojsík (25/1),
Dušan Chlapík (18/0),
Jozef Jankech (23/6),
Miroslav Kľuka (24/1),
Ľudovít Koiš (24/4),
Vladimír Kopanický (13/5),
Vojtech Masný (26/10),
Anton Pokorný (25/0),
Rudolf Šefčík (3/1) –
trenér Karol Borhy

### Baník Ostrava
František Dvořák (5/0/1),
Vladimír Mokrohajský (22/0/7) –
Prokop Daněk (23/0),
Karel Dvořák (12/0),
Jan Chlopek (1/0),
Jan Kniezek (20/0),
Jiří Korta (1/0),
Bedřich Köhler (24/0),
Petr Křižák (3/1),
Jiří Laciga (10/0),
Miroslav Mikeska (20/2),
Josef Ondračka (6/0),
Karel Palivec (8/1),
Tomáš Pospíchal (23/8),
Milan Sirý (24/12),
Zdeněk Stanczo (23/0),
František Šindelář (23/4),
Eduard Šmíd (2/0),
František Valošek (25/6),
Miroslav Wiecek (25/13) –
trenér František Bufka

### Slovnaft Bratislava
Peter Fülle (19/0/10),
Justín Javorek (9/0/3) –
Titus Buberník (19/1),
Dezider Cimra (1/0),
Ottmar Deutsch (3/0),
Milan Dolinský (21/7),
Zdeněk Farmačka (7/3),
Ján Feriančík (19/0),
Eduard Gáborík (20/2),
Kazimír Gajdoš (24/5),
Ladislav Kačáni (18/1),
Anton Kuchárek (1/0),
Štefan Matlák (23/0),
Michal Medviď (24/7),
Gustáv Mráz (16/0),
Adolf Scherer (26/11),
Imrich Šporka (16/0),
Jiří Tichý (24/0),
Vladimír Weiss (22/0) –
trenér František Skyva

### TJ Spartak Hradec Králové
Jindřich Jindra (14/0/3),
Milan Paulus (14/0/6) –
Jozef Buránsky (20/1),
Jiří Černý (25/0),
Gustav Deutsch (8/1),
Jiří Dvořák (11/1),
Jiří Hledík (23/2),
Jiří Kománek (26/4),
Zdeněk Krejčí (8/0),
Milouš Kvaček (22/5),
Zdeněk Pičman (26/1),
Ladislav Pokorný (25/5),
František Silbernágl (8/0),
Bedřich Šonka (21/7),
Rudolf Tauchen (26/7),
Zdeněk Zikán (26/4) –
trenéři Jiří Zástěra (1.–2. kolo) a Oldřich Šubrt (3.–26. kolo)

### ČKD Praha
André Houška (5/0/1),
Karel Mizera (22/0/4) –
Stanislav Hlaváček (7/0),
Antonín Holeček (19/0),
Ladislav Hubálek (14/1),
Václav Janovský (10/0),
Josef Jílek (1/0),
František Knebort (24/14),
František Kokta (17/0),
Zdeněk Kopsa (7/0),
Vladimír Kos (25/3),
Milan Kratochvíl (19/0),
Jiří Kříž (19/0),
Ladislav Miškovič (2/0),
František Mottl (23/4),
Josef Píša (25/12),
Miroslav Pohuněk (25/0),
Jiří Šusta (11/2),
Pavel Trčka (21/0),
František Uldrych (4/0) –
trenér Jiří Rubáš

### Slovan Bratislava
Viliam Schrojf (26/0/5) –
Milan Balážik (4/1),
Ľudovít Cvetler (25/11),
Jozef Gerhát (3/0),
Ivan Hrdlička (13/1),
Vojtech Jankovič (18/0),
František Kišš (3/0),
Štefan Král (17/0),
Štefan Lukáč (1/0),
Pavol Molnár (18/5),
Anton Moravčík (23/5),
Ivan Mráz (6/0),
Jozef Obert (25/9),
Ján Popluhár (24/0),
Milan Púchly (4/0),
Karol Silnický (1/2),
Ján Šlosiarik (15/0),
Anton Urban (25/0),
Zdenko Velecký (25/10),
Jozef Vengloš (24/0) –
trenér Anton Bulla, asistent Leopold Šťastný

### Spartak ZJŠ Brno
René Michlovský (1/0/0),
František Schmucker (20/0/4),
Ivo Viktor (5/0/1) –
Milan Barták (9/0),
Ján Brada (2/0),
Vlastimil Bubník (15/3),
František Buráň (1/0),
Štefan Demovič (5/0),
Jindřich Hájek (3/0),
Jozef Haspra (3/0),
Bohumil Hlaváč (12/0),
Pando Jankulovski (5/2),
Juraj Janoščin (26/0),
Karel Kohlík (22/0),
Zdeněk Koláček (24/3),
Karel Komárek (22/4),
Štefan Kulan (21/0),
Karel Lichtnégl (26/18),
František Majer (7/1),
Bohumil Píšek (23/1),
Zdeněk Přibyl (3/0),
Jaroslav Slušný (1/0),
Jan Stloukal (24/2),
Oldřich Stodůlka (1/0),
Miroslav Vítů (26/0) –
trenéři Rudolf Krčil (1.–13. kolo) a Alfréd Sezemský (14.–26. kolo)

### Spartak Praha Sokolovo
Antonín Kramerius (13/0/5),
Pavel Pakosta (8/0/1),
Jaroslav Seidl (7/0/1) –
Jaroslav Dočkal (16/2),
Milan Dostál (7/0),
Pavel Dyba (6/1),
František Gerhát (6/0),
Jiří Gůra (10/0),
Jan Hertl (9/0),
Tadeáš Kraus (23/6),
Andrej Kvašňák (23/6),
Teofil Mackowski (10/4),
Václav Mašek (22/6),
Václav Migas (3/0),
Květoslav Novák (22/0),
Arnošt Pazdera (23/2),
Václav Potměšil (4/0),
Václav Starý (15/0),
Ladislav Svoboda (16/4),
Miroslav Štrunc (10/0),
Vladimír Táborský (24/0),
František Tichý (3/0),
Oldřich Vojáček (3/0),
Josef Vojta (20/2) –
trenéři Karel Kolský (1.–12. kolo) a Jaroslav Štumpf (13.–26. kolo)

### Tatran Prešov
Jozef Bobok (8/0/1),
Július Pašiak (22/0/4) –
Jozef Bomba (25/1),
Jozef Ferenc (14/0),
Jozef Gavroň (26/2),
Pavol Jacko (4/0),
Anton Kozman (24/2),
Jaroslav Kravárik (16/1),
Jozef Krzák (1/0),
Jozef Majerník (9/0),
Alojz Martinček (5/1),
Štefan Páll (20/3),
Ladislav Pavlovič (26/11),
Rudolf Pavlovič (26/3),
Karol Petroš (25/19),
Alexander Rias (25/2),
Jozef Seman (11/1),
Anton Varga (3/0),
Štefan Zsarnay (17/0) –
trenéři Jozef Kuchár (1.–7. kolo) a Gejza Sabanoš (8.–26. kolo)

### SONP Kladno
Václav Blín (15/0/3),
Zdeněk Dlouhý (1/0/0),
Jaroslav Matucha (13/0/1) –
Václav Benda (17/1),
Jan Fábera (11/0),
Václav Feřtek (6/1),
Josef Hájek (21/4),
Zdeněk Holoubek (23/0),
Jaroslav Chlumecký (26/7),
Jan Chvojka (20/1),
Josef Kadraba (23/13),
Zdeněk Kofent (12/0),
Bohumil Kosař (4/0),
Josef Linhart (10/0),
Karel Nešvera (15/2),
Josef Oplt (1/0),
Bohumil Richtrmoc (10/0),
Vojtěch Richtrmoc (15/3),
Miroslav Rys (25/1),
Jaroslav Sláma (13/0),
Antonín Šolc (10/0),
Miloslav Vlček (17/5) –
trenéři Jiří Kuchler (1.–7. kolo), Josef Kadraba (8.–9. kolo) a Josef Bican (10.–26. kolo)

### Slovan Nitra
Milan Chrtiansky (4/0/0),
Michal Kubačka (8/0/1),
Viliam Padúch (19/0/5) –
Vladimír Bachratý (19/0),
Jaroslav Benedik (4/0),
Eduard Borovský (24/9),
Miroslav Čmarada (19/0),
Ján Dinga (22/1),
Eduard Dobai (8/0),
Jozef Fojtík (25/2),
Štefan Gyurek (6/1),
Viliam Hrnčár (25/5),
Ondrej Ištók (21/0),
Emil Kisý (26/1),
Dušan Koník (6/0),
Jozef Kopecký (9/0),
Milan Navrátil (26/9),
Ondrej Oslica (3/0),
Michal Pucher (24/12),
Marián Staník (15/0) –
trenér Karol Bučko

### Spartak Plzeň
František Čaloun (20/0/4),
František Hlavatý (11/0/0) –
František Beránek (14/0),
Václav Bíba (26/1),
Zdeněk Böhm (25/5),
František Homola (16/2),
Jozef Hrablík (8/1),
Jozef Janiga (20/0),
Václav Kasík (12/0),
Antonín Kohout (5/0),
Jiří Lopata (26/11),
Bohumil Mudra (25/0),
Václav Noha (2/0),
František Plass (2/0),
František Pošar (9/0),
Josef Strejček (1/0),
Stanislav Sventek (1/0),
Milan Šolar (3/0),
Stanislav Štrunc (24/7),
Štefan Tóth (25/0),
Jaroslav Trykar (10/0),
Miloš Vacín (19/5) –
trenéři František Berka (1.–13. kolo) a Rudolf Krčil (14.–26. kolo), asistent Miloslav Brada

### Dynamo Praha
Alois Jonák (25/0/2),
Pavel Spišák (4/0/0),
Zdeněk Šíma (2/0/0) –
Ferdinand Dvořák (1/0),
Rudolf Fahrner (3/0),
Alois Hercík (9/2),
Jiří Hildebrandt (22/0),
Robert Hochman (19/3),
Václav Hovorka (1/0),
Václav Hynek (3/0),
Václav Kamír (18/3),
Jan Lála (24/0),
Richard Mácha (8/2),
Zdeněk Mittelbach (23/0),
František Morávek (18/2),
Václav Nedvěd (1/0),
Jiří Nedvídek (1/0),
Karel Nepomucký (23/2),
Miroslav Paták (15/11),
František Růžička (26/1),
Miloslav Schleichert (5/0),
Bedřich Tesař (2/0),
Miloš Urban (21/0),
Jiří Vlasák (11/0),
Jiří Vosátka (2/0),
Ladislav Zalužanský (12/0),
Václav Zelenka (1/0),
Rudolf Ženíšek (14/4) –
trenéři Antonín Rýgr (1.–24. kolo) a Miloš Štádler (25.–26. kolo)